# Межплодник
Межплодник, или Мезокарпий — часть плода растения, слой околоплодника, расположенный между эндокарпием и экзокарпием.

Плод — костянка персика в разрезе, отмечены мезокарпий, экзокарпий и эндокарпий

## Название
лат. Mesocarpos происходит от греч. μέσο — средний и καρπος- — плод.
В просторечии мезокарпий принято называть «мякотью», где экзокарпий- «кожура».
Например, мезокарпий сливы это её «мякоть».

## Описание
В большинстве сочных костянковых и других плодов мезокарпий представляет собой наиболее мягкую часть плода. В возделываемых культурных растениях мезокарпий — наиболее лакомая и сладкая часть плода. Однако и у этого правила есть свои исключения — например, миндаль по виду напоминает персик, но его мезокарпий кислый и не пригодный для поедания животными или человеком. Ядро косточки же, наоборот, самая вкусная часть плода миндаля.
Обычно мезокарпий — самая толстая и широкая часть плода. Ближе к середине плода находятся косточка и эндокарпий. У костянковых растений (таких, как сливы, персики) именно мезокарпии выполняют привлекающую роль для животных. Животное поедает плод целиком из-за сладкого мезокарпия; косточка или семя проходят через желудок животного, тем самым способствуя распространению растений, приносящих поедаемые плоды.